# USA:s folkräkning 1940
USA:s folkräkning 1930 (engelska: 1940 United States census) var den sextonde folkräkningen i USA:s historia. Folkräkningen registrerade 132 164 569 invånare.